# Campinas do Sul
Campinas do Sul är en kommun i Brasilien.   Den ligger i delstaten Rio Grande do Sul, i den södra delen av landet, 1 400 km söder om huvudstaden Brasília. Antalet invånare är 5 509.
Trakten runt Campinas do Sul består till största delen av jordbruksmark. Runt Campinas do Sul är det glesbefolkat, med 18 invånare per kvadratkilometer.